# Тромбин, Кристован
Кристован Тромбин (порт. Cristóvão Trombin; 4 июня 1980, Порту-Алегри, Риу-Гранди-ду-Сул) — бразильский футболист, защитник.

## Биография
Воспитанник клуба «Интернасьонал» (Порту-Алегри), также играл за местный клуб «Сан-Жозе». В начале 2000-х годов перебрался в Германию, где играл в низших лигах.
В 2003 году перешёл в состав дебютанта высшей лиги Белоруссии «Локомотив» (Минск). Сыграл 7 матчей в высшей лиге. В Кубке Белоруссии 2002/03 стал финалистом, в финальном матче против минского «Динамо» (0:2) оба гола были пропущены после его ошибок. Спустя некоторое время футболист самовольно покинул команду.
В сезоне 2003/04 играл в чемпионате Брунея за ДПММ, затем — в низших лигах Германии за «Пфорцхайм», «Ян» (Регенсбург), «Швибердинген», в четвёртом дивизионе Италии за «Монтебеллуна». В 2004 году был на просмотре в «Айнтрахте» (Франкфурт).
После окончания карьеры открыл частную школу немецкого футбола в Бразилии.